# Legge di Rayleigh-Jeans

Spettro di emissione di un corpo nero in scala logaritmica, come teorizzato dalle leggi di Rayleigh-Jeans, Wien e Planck. La funzione di Rayleigh-Jeans approssima la legge di Planck a basse frequenze, la parabola di Wien invece la approssima alle alte frequenze.

In fisica, la legge di Rayleigh-Jeans è un tentativo di descrivere lo spettro di emissione di un corpo nero, basata su un modello classico. Questa legge prevede che un corpo nero possa emettere radiazione con potenza infinita. Il contrasto di questa predizione evidentemente errata (detta "catastrofe ultravioletta") con le osservazioni fu risolto dalla legge di Planck, che portò all'introduzione del concetto di quantizzazione dell'energia.
Le leggi di Stefan-Boltzmann e di Wien empiriche per la radiazione elettromagnetica di corpo nero richiedevano l'esplicitazione della distribuzione di energia elettromagnetica in funzione della frequenza {\displaystyle I(\nu )}. Si consideravano i corpi composti da un numero enorme di oscillatori indipendenti con hamiltoniana del tipo:
{\displaystyle {\mathcal {H}}=\sum _{i=1}^{N}\left(\alpha _{i}p_{i}^{2}+\beta _{i}q_{i}^{2}\right)}.
In tal modo, seguendo il teorema di equipartizione dell'energia, l'energia di ogni oscillatore è pari alla temperatura (trascurando il cambiamento di unità di misura costituito dalla costante di Boltzmann):
{\displaystyle \langle E_{i}\rangle =T}
Ad esempio, per una mole di gas monoatomico risulta:
{\displaystyle U={\frac {3}{2}}T}
Per un gas biatomico invece:
{\displaystyle U={\frac {5}{2}}T}
e il calore specifico (a volume costante) nei due casi risulta:
{\displaystyle C={\frac {\partial U}{\partial T}}={\frac {3}{2}}}
{\displaystyle C={\frac {\partial U}{\partial T}}={\frac {5}{2}}}
Nel caso di un solido invece:
{\displaystyle C\simeq 3}
Questi risultati classici sono ben verificati sperimentalmente solo a temperatura ambiente. Il problema di spiegare la distribuzione dell'intensità di energia in funzione della frequenza si rende necessario per via del fatto che per un'hamiltoniana del tipo generale scritta sopra, il calore specifico e l'energia tendono all'infinito per {\displaystyle T\to 0}: cioè ci vuole un calore infinito per aumentare di un grado la temperatura del corpo: in chiara contraddizione con l'esperienza. La spiegazione della catastrofe ultravioletta può essere ricondotta al modello di oscillatore armonico.
In una cavità (un corpo nero) possiamo vedere la stessa onda elettromagnetica come un oscillatore. Per un'onda stazionaria in una cavità cubica di dimensione {\displaystyle L} deve valere
{\displaystyle n_{x}^{2}+n_{y}^{2}+n_{z}^{2}={\frac {4L^{2}}{\lambda ^{2}}}}
Nella sua analisi Lord Rayleigh ricava che il numero di modi nella cavità è dato da
{\displaystyle N={\frac {8\pi L^{3}}{3\lambda ^{3}}}}
{\displaystyle dE=\rho \,d\lambda }
da cui:
{\displaystyle \rho ={\frac {8\pi T}{\lambda ^{4}}}}
dove {\displaystyle \rho } è la costante di proporzionalità tra {\displaystyle d\lambda } e la densità di energia nel campo di lunghezza d'onda considerato.
Tale legge funziona bene alle lunghezze d'onda elevate, ma non vale più quando le lunghezze d'onda diventano molto brevi (e le frequenze molto elevate). 
Infatti la legge prevede che gli oscillatori di lunghezza d'onda brevissima risultino fortemente eccitati anche a temperature ordinarie (30 °C). Questo evento prese il nome di catastrofe ultravioletta dato che erano proprio questi il tipo di raggi che dovevano essere emessi dai corpi a temperature ordinarie (i raggi UV, i raggi X e i raggi gamma).